# Sant'Ambrogio all'Aurelio

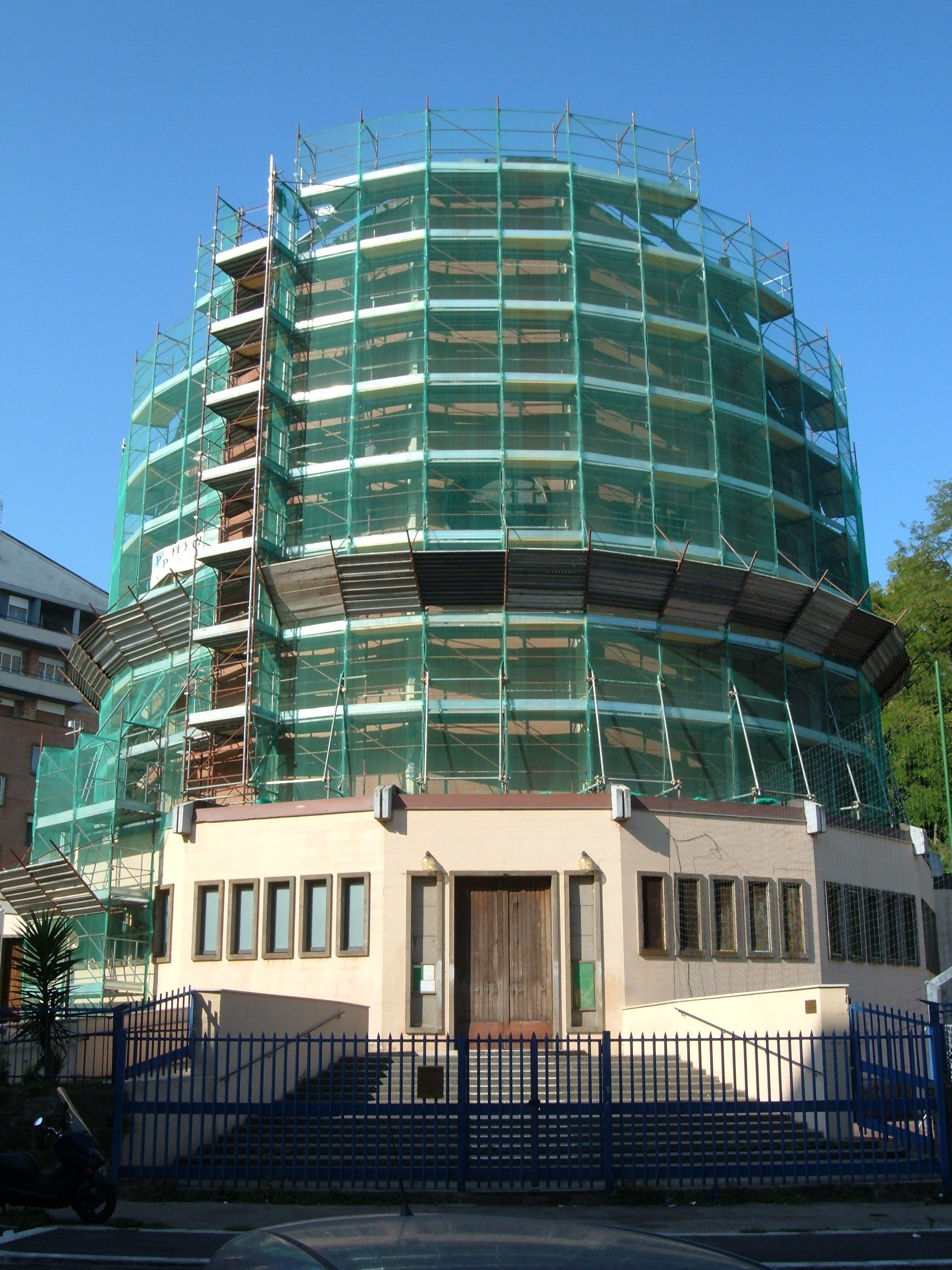
Vista da igreja parcialmente encoberta por andaimes durante uma reforma.

Sant'Ambrogio all'Aurelio é uma igreja de Roma localizada na Via Girolamo Vitelli, 23, no quartiere Aurelio, logo ao norte da Via Aurelia. É dedicada a Santo Ambrósio de Milão.

## História
Esta igreja é sede de uma paróquia instituída em 10 de julho de 1961 através do decreto Sanctissimus dominus noster do cardeal-vigário Clemente Micara. Santo Ambrósio foi escolhido porque seu nome completo em latim, Aurelius Ambrosius, corresponde ao nome do quartiere.
O projeto foi de Paolo Rebecchini e a pedra fundamental foi lançada em 1968. As obras terminaram em 1973. En 2008, a igreja foi completamente restaurada e redecorada por Roberto Panella.

## Descrição

### Exterior
Esta igreja tem sido descrita como sendo elíptica, mas a planta é, na realidade, um hexadecágono regular (um polígono com 16 lados iguais). A estrutura foi construída em concreto armado e tijolos vermelhos.
O corpo principal da igreja é uma grande torre de tijolos num formato parecido com uma mitra episcopal por causa da curvatura do telhado. Ele se inclina ligeiramente para baixo a partir do altar-mor e depois se eleva abruptamente até o topo da entrada, onde está um pequeno gablete. Os beirais dos outros 15 lados são ocupados por vigas retas de concreto ligadas em ângulos variados e revestidas em metal. Os cantos do polígono são ocupados por uma estreita moldura de pilares em concreto branco que terminam no beiral e com os topos também revestidos em metal. Entre os pilares, as paredes são de tijolos vermelhos aparentes sem nenhuma decoração.
Este corpo principal é circundado por um baixo deambulatório na forma de um corredor à volta de nove dos lados do polígono, com cada um deles (com exceção do lado no qual está a entrada) se abrindo numa fileira de cinco janelas retangulares verticais. O teto é plano, com as vigas horizontais d concreto separando cada um dos nove setores deixados à mostra. As paredes são brancas e contrastam com os tijolos vermelhos acima.
Os sete lados do fundo formam um anexo muito mais largo. A restauração de 2008 converteu este setor numa capela para missas diárias ("ferial") (à direita) e numa sacristia. As duas extremidades mais próximas da entrada tem portas laterais.
O campanário é uma estrutura isolada para a esquerda e tem a forma de um "L" em vigas de aço pintadas de vermelho com o local que abriga os sinos numa posição elevada.
A estrutura está assentada sobre uma cripta, o que é evidente porque a entrada está elevada e é acessível por um íngreme lance de escadas. A porta é flanqueada por duas estreitas janelas verticais. Sobre ela está uma janela redonda de vidro e, ao lado dela, dois conjuntos de pequenas janelas quadradas com molduras salientes, cada um formando uma cruz grega.

## Interior

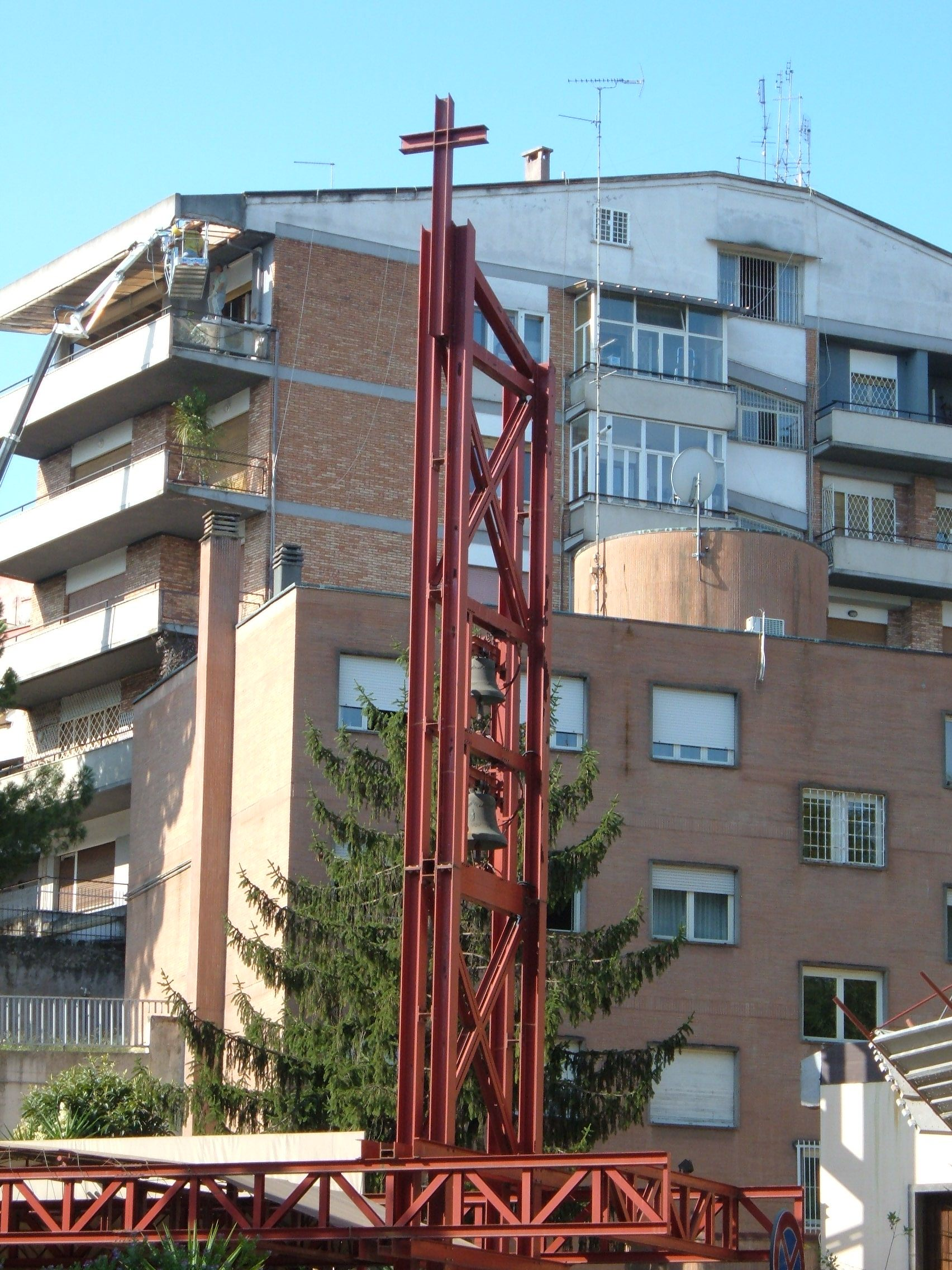
O pequeno campanário de vigas de aço.

As 16 colunas visíveis no exterior também são vísiveis no interior. A linha do teto do deambulatório lateral é marcada por um conjunto de dezesseis painéis de concreto, cada um com um tondo liso flanqueado por uma decoração ondulada na forma de letras "S" alongadas (strigillate), um antigo motivo decorativo geralmente encontrado em sarcófagos.
Acima, as paredes são ocupadas por um conjunto de afrescos com cenas da vida de Santo Ambrósio do artista Igino Cappelloni, responsável também pela Via Crúcis em estilo bizantino. O teto em si é formato por caixotões de concreto.
O presbitério é ligeiramente recuado, ocupando três setores delimitados por quatro das colunas estruturais isoladas. A parede do fundo é revestida de lajes de calcário polido. A peça-de-altar é um crucifixo pintado.
Os dois setores de cada lado do presbitério estão decorados com grandes painéis de vidro recuados. Para a direita está a capela do Santíssimo Sacramento, utilizada para missas durante a semana. Ela tem janels com vitrais principalmente azuis em padrões abstratos.